# Gravitationel singularitet
 Denne artikel bør gennemlæses af en person med fagkendskab for at sikre den faglige korrekthed.

En gravitationel singularitet eller tyngderelateret singularitet er et punkt eller en linje i rumtiden hvor krumningen går mod uendelig (fortegnet er irrelevant – se nedenfor).
Rumtiden skal ses som en glat overflade, hvorpå en hvilken som helst masse vil lave en fordybning. Denne fordybning forårsager, at andre genstandes retning (herunder stråling som f.eks. lys) bliver afbøjet. I de fleste tilfælde er denne fordybning ikke stor nok til, at lys bliver afbøjet i en ekstrem grad. Men hvis der er et sted på overfladen, hvor krumningen er uendeligt stor, vil selv lys blive afbøjet og ultimativt opslugt.
Hvis fortegnet for krumningen er negativt, har man i de fleste tilfælde et sort hul. Er fortegnet derimod positivt, er der tale om et hvidt hul.
Begivenhedshorisonten
Grænsen for en singularitet kaldes begivenhedshorisonten. 
For et sort hul gælder: Indtil lys (eller, i teorien, en anden genstand) kommer til dette punkt, er det teoretisk muligt for det at undslippe, hvis det bevæger sig i en retning præcis vinkelret på overfladen, med lysets hastighed. Efter krydsningen af denne nulgrænse, er der intet der undslipper.